# راضی (خلیفه)
ابوالعباس محمد راضی(نام کامل وی: أبو العباس محمد بن المقتدر بالله ابن المعتضد بالله ابن طلحة بن المتوکل علی‌الله، الراضی بالله) به معنی «خشنود به خدا» از خلفای عباسی در بغداد بود که از سال ۹۳۴ تا زمان مرگش در سن سی و سه سالگی، در سال ۹۴۰ بر سرزمین‌های اسلامی فرمان می‌راند؛ هفت سال فرمان‌روایی راضی، پسر ابوالفضل جعفر مقتدر به آرامی گذشت. او آخرین خلیفه‌ای است که دفتر و دیوان مدون شعر داشت. او جلساتی با فلاسفه تشکیل می‌داد و در باب مسائل دینی با ایشان مذاکره می‌کرد و خود به نماز جمعه می‌ایستاد و خطبه می‌خواند. مهتمرین رخداد در دورهٔ خلافت وی، پدید آمدن منصب امیرالامرایی بود که نمایان گر برتری سرداران نظامی بر تشکیلات حکومت عباسی و کاهش اقتدار خلیفه و دیوانسالاران به شمار می‌آید. در سال ۳۲۹ هجری/۹۴۰ میلادی بر اثر بیماری درگذشت.